# Kanton Nemours
Der Kanton Nemours ist seit 1790 ein französischer Wahlkreis in den Arrondissements Fontainebleau und Provins, im Département Seine-et-Marne und in der Region Île-de-France; sein Hauptort ist Nemours.

## Gemeinden
Der Kanton besteht aus 50 Gemeinden mit insgesamt 58.590 Einwohnern (Stand: 1. Januar 2022) auf einer Gesamtfläche von 694,95 km²:
| Gemeinde                 | Einwohner 1. Januar 2022 | Fläche km² | Dichte Einw./km² | Code INSEE | Postleitzahl | Arrondissement |
| ------------------------ | ------------------------ | ---------- | ---------------- | ---------- | ------------ | -------------- |
| Arville                  | 140                      | 11,31      | 12               | 77009      | 77890        | Fontainebleau  |
| Aufferville              | 482                      | 17,74      | 27               | 77011      | 77570        | Fontainebleau  |
| Bagneaux-sur-Loing       | 1.582                    | 5,26       | 301              | 77016      | 77167        | Fontainebleau  |
| Beaumont-du-Gâtinais     | 1.136                    | 16,59      | 68               | 77027      | 77890        | Fontainebleau  |
| Blennes                  | 546                      | 20,29      | 27               | 77035      | 77940        | Provins        |
| Bougligny                | 730                      | 16,31      | 45               | 77045      | 77570        | Fontainebleau  |
| Bransles                 | 529                      | 13,85      | 38               | 77050      | 77620        | Fontainebleau  |
| Chaintreaux              | 831                      | 23,92      | 35               | 77071      | 77460        | Fontainebleau  |
| Château-Landon           | 3.150                    | 29,35      | 107              | 77099      | 77570        | Fontainebleau  |
| Châtenoy                 | 157                      | 4,87       | 32               | 77102      | 77167        | Fontainebleau  |
| Chenou                   | 295                      | 13,74      | 21               | 77110      | 77570        | Fontainebleau  |
| Chevrainvilliers         | 255                      | 8,95       | 28               | 77112      | 77760        | Fontainebleau  |
| Chevry-en-Sereine        | 504                      | 22,81      | 22               | 77115      | 77710        | Provins        |
| Darvault                 | 946                      | 7,83       | 121              | 77156      | 77140        | Fontainebleau  |
| Diant                    | 196                      | 10,94      | 18               | 77158      | 77940        | Provins        |
| Dormelles                | 803                      | 13,02      | 62               | 77161      | 77130        | Fontainebleau  |
| Égreville                | 2.164                    | 31,84      | 68               | 77168      | 77620        | Fontainebleau  |
| Faÿ-lès-Nemours          | 498                      | 7,78       | 64               | 77178      | 77167        | Fontainebleau  |
| Flagy                    | 594                      | 7,21       | 82               | 77184      | 77940        | Fontainebleau  |
| Garentreville            | 123                      | 6,35       | 19               | 77200      | 77890        | Fontainebleau  |
| Gironville               | 161                      | 13,71      | 12               | 77207      | 77890        | Fontainebleau  |
| Grez-sur-Loing           | 1.457                    | 12,97      | 112              | 77216      | 77880        | Fontainebleau  |
| Ichy                     | 158                      | 7,80       | 20               | 77230      | 77890        | Fontainebleau  |
| La Genevraye             | 827                      | 13,16      | 63               | 77202      | 77690        | Fontainebleau  |
| Larchant                 | 729                      | 29,24      | 25               | 77244      | 77760        | Fontainebleau  |
| Lorrez-le-Bocage-Préaux  | 1.244                    | 19,90      | 63               | 77261      | 77710        | Fontainebleau  |
| La Madeleine-sur-Loing   | 351                      | 6,16       | 57               | 77267      | 77570        | Fontainebleau  |
| Maisoncelles-en-Gâtinais | 139                      | 8,58       | 16               | 77271      | 77570        | Fontainebleau  |
| Mondreville              | 330                      | 20,27      | 16               | 77297      | 77570        | Fontainebleau  |
| Moncourt-Fromonville     | 1.908                    | 8,17       | 234              | 77302      | 77140        | Fontainebleau  |
| Montigny-sur-Loing       | 2.634                    | 9,20       | 286              | 77312      | 77690        | Fontainebleau  |
| Montmachoux              | 228                      | 4,43       | 51               | 77313      | 77940        | Provins        |
| Nanteau-sur-Lunain       | 697                      | 13,25      | 53               | 77329      | 77710        | Fontainebleau  |
| Nemours                  | 13.118                   | 10,83      | 1.211            | 77333      | 77140        | Fontainebleau  |
| Noisy-Rudignon           | 592                      | 4,16       | 142              | 77338      | 77940        | Provins        |
| Nonville                 | 596                      | 11,43      | 52               | 77340      | 77140        | Fontainebleau  |
| Obsonville               | 120                      | 7,08       | 17               | 77342      | 77890        | Fontainebleau  |
| Ormesson                 | 244                      | 3,81       | 64               | 77348      | 77167        | Fontainebleau  |
| Paley                    | 481                      | 9,26       | 52               | 77353      | 77710        | Fontainebleau  |
| Poligny                  | 802                      | 27,34      | 29               | 77370      | 77167        | Fontainebleau  |
| Remauville               | 471                      | 10,88      | 43               | 77387      | 77710        | Fontainebleau  |
| Saint-Pierre-lès-Nemours | 5.424                    | 21,62      | 251              | 77431      | 77140        | Fontainebleau  |
| Souppes-sur-Loing        | 4.974                    | 27,63      | 180              | 77458      | 77460        | Fontainebleau  |
| Thoury-Férottes          | 653                      | 16,49      | 40               | 77465      | 77940        | Provins        |
| Treuzy-Levelay           | 440                      | 14,10      | 31               | 77473      | 77710        | Fontainebleau  |
| Vaux-sur-Lunain          | 232                      | 8,47       | 27               | 77489      | 77710        | Fontainebleau  |
| Villebéon                | 464                      | 16,45      | 28               | 77500      | 77710        | Fontainebleau  |
| Villemaréchal            | 1.067                    | 17,46      | 61               | 77504      | 77710        | Fontainebleau  |
| Villemer                 | 766                      | 18,54      | 41               | 77506      | 77250        | Fontainebleau  |
| Voulx                    | 1.622                    | 12,60      | 129              | 77531      | 77940        | Provins        |
| Kanton Nemours           | 58.590                   | 694,95     | 84               | 7715       | –            | –              |

Bis zur Neuordnung bestand der Kanton Nemours aus den 17 Gemeinden Bagneaux-sur-Loing, Bourron-Marlotte, Châtenoy, Chevrainvilliers, Darvault, Faÿ-lès-Nemours, Garentreville, La Genevraye, Grez-sur-Loing, Moncourt-Fromonville, Nanteau-sur-Lunain, Nemours, Nonville, Ormesson, Poligny, Saint-Pierre-lès-Nemours und Treuzy-Levelay. Sein Zuschnitt entsprach einer Fläche von 189,17 km2. 

## Veränderungen im Gemeindebestand seit der landesweiten Neuordnung der Kantone
- 2019: Fusion Saint-Ange-le-Viel und Villemaréchal → Villemaréchal